# CS 가즈 메탄 메디아슈
CS 가즈 메탄 메디아슈(Clubul Sportiv Gaz Metan Mediaș)는 시비우 주 메디아슈를 연고로 하는 루마니아의 축구 클럽이다.

## 성적
- 리가 II 우승 2회 (1999-2000, 2015-16), 준우승 5회 (1946-47, 1952, 1954, 2004-05, 2007-08)
- 리가 III 우승 3회 (1972-73, 1976-77, 1992-93)
- 쿠파 로므니에이 준우승 1회 (1951)

## 역대 감독
| 감독            | 임기   |
| --------------- | ------ |
| 크리스티안 둘카 | 2013 ~ |